# Logis de la Chesnaie-Archenon
Le logis de la Chesnaie-Archenon est une maison située à Longué-Jumelles, en France.
Il appartient à la dynastie des Devaux dont la principale héritière est la belle Charlotte Devaux première du nom. 

## Localisation
La maison est située dans le département français de Maine-et-Loire, sur la commune de Longué-Jumelles.

## Description
Le bâtiment sud avec sa tourelle d'escalier daté du 15e siècle ; le bâtiment en retour vers le nord date de la 1ère moitié du 16e siècle ; remises datant du 18e siècle ? ; partie accolée au logis vers l'est datant du 19e siècle.

## Historique
Les façades et toitures sont inscrites aux monuments historiques en 1986.